# Mauro Baldi
Pour les articles homonymes, voir Baldi.

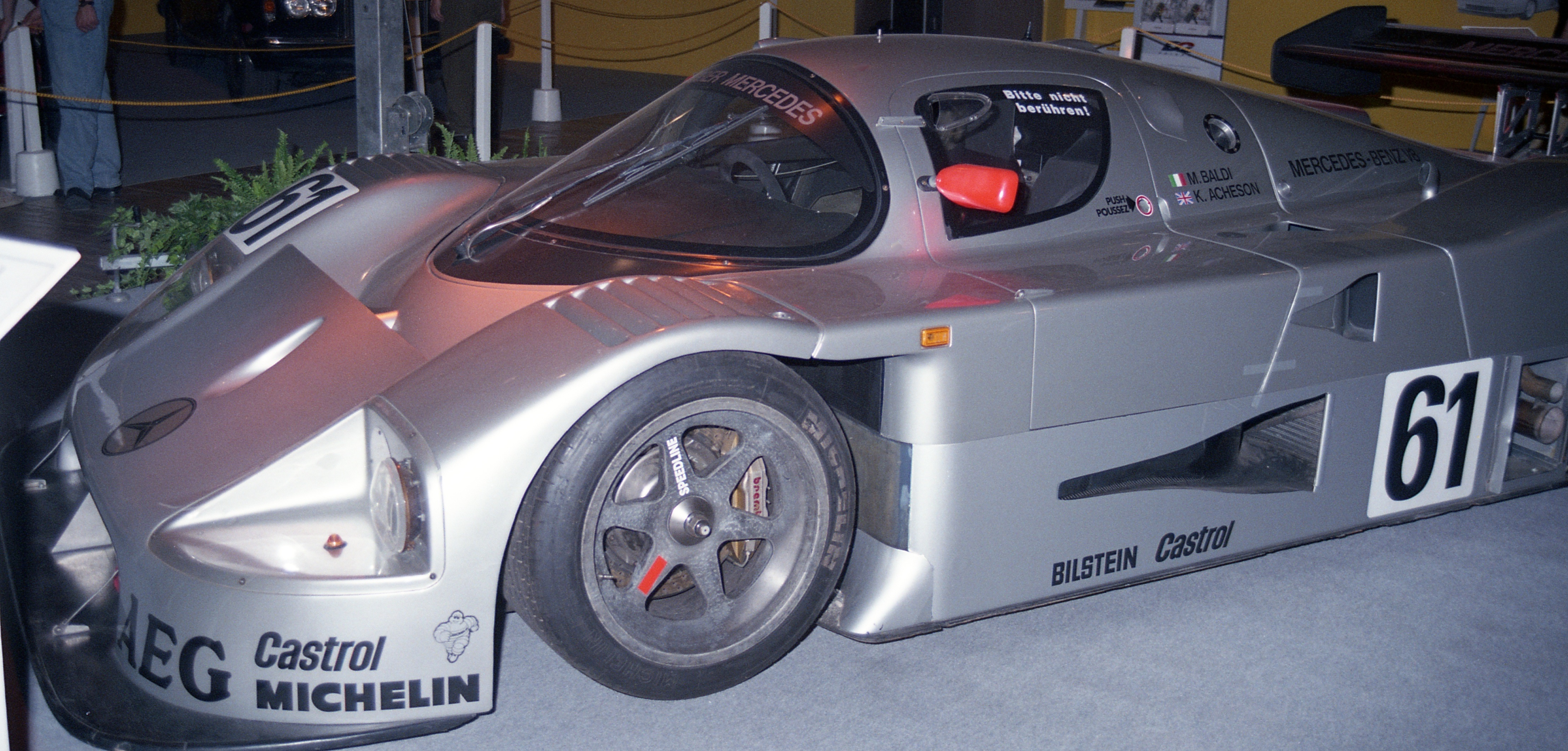
La Sauber-Mercedes C9 no 61 1988-89, double championne du monde, victorieuse à Jerez (1988), Suzuka, Brands Hatch, au Nürburgring et à Spa, toujours avec Baldi (les 3 dernières avec Acheson).

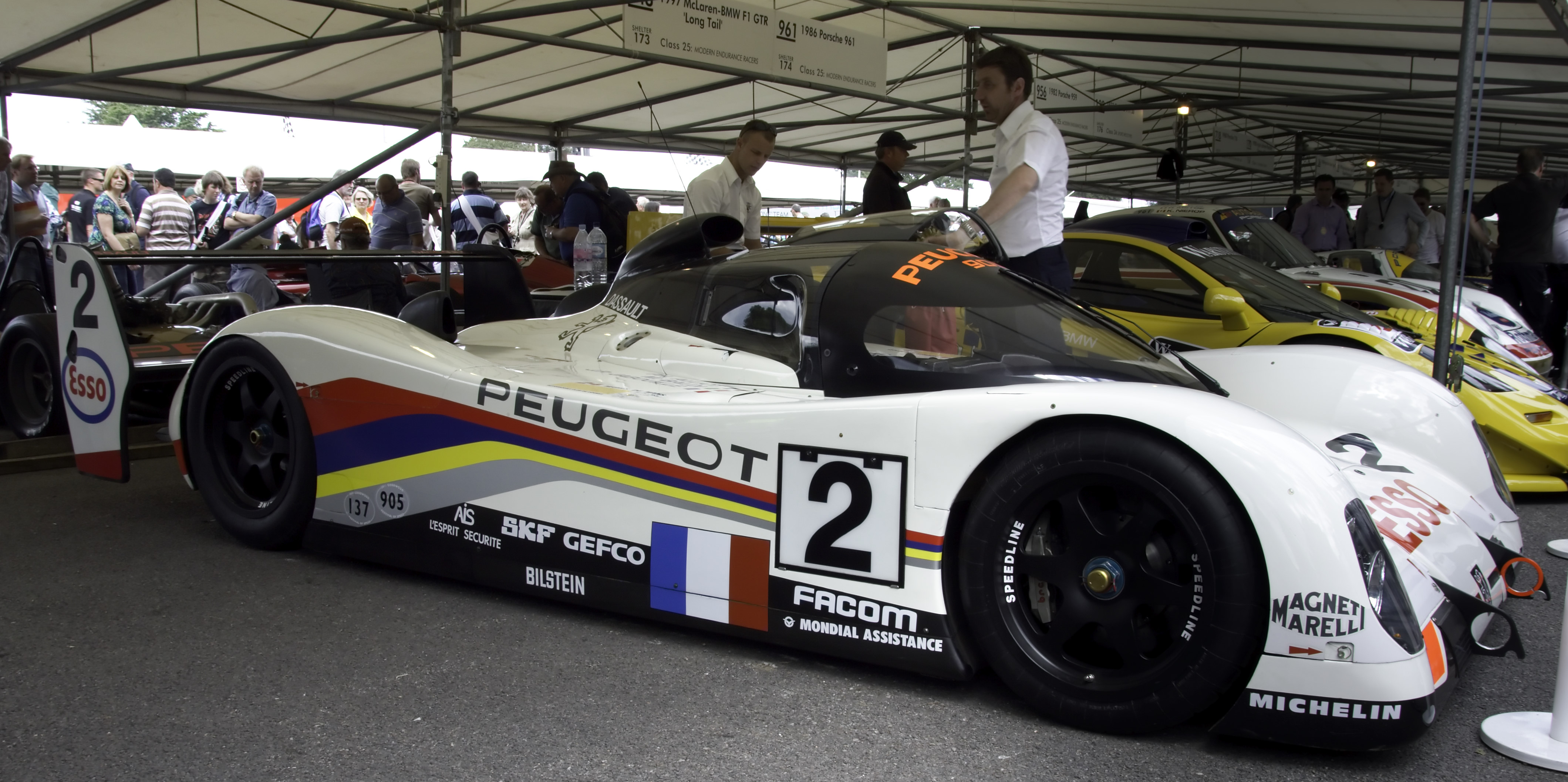
La Peugeot 905 Evo 1B no 2 1992-93, également championne du monde, troisième au Mans en 1992 et 1993,..

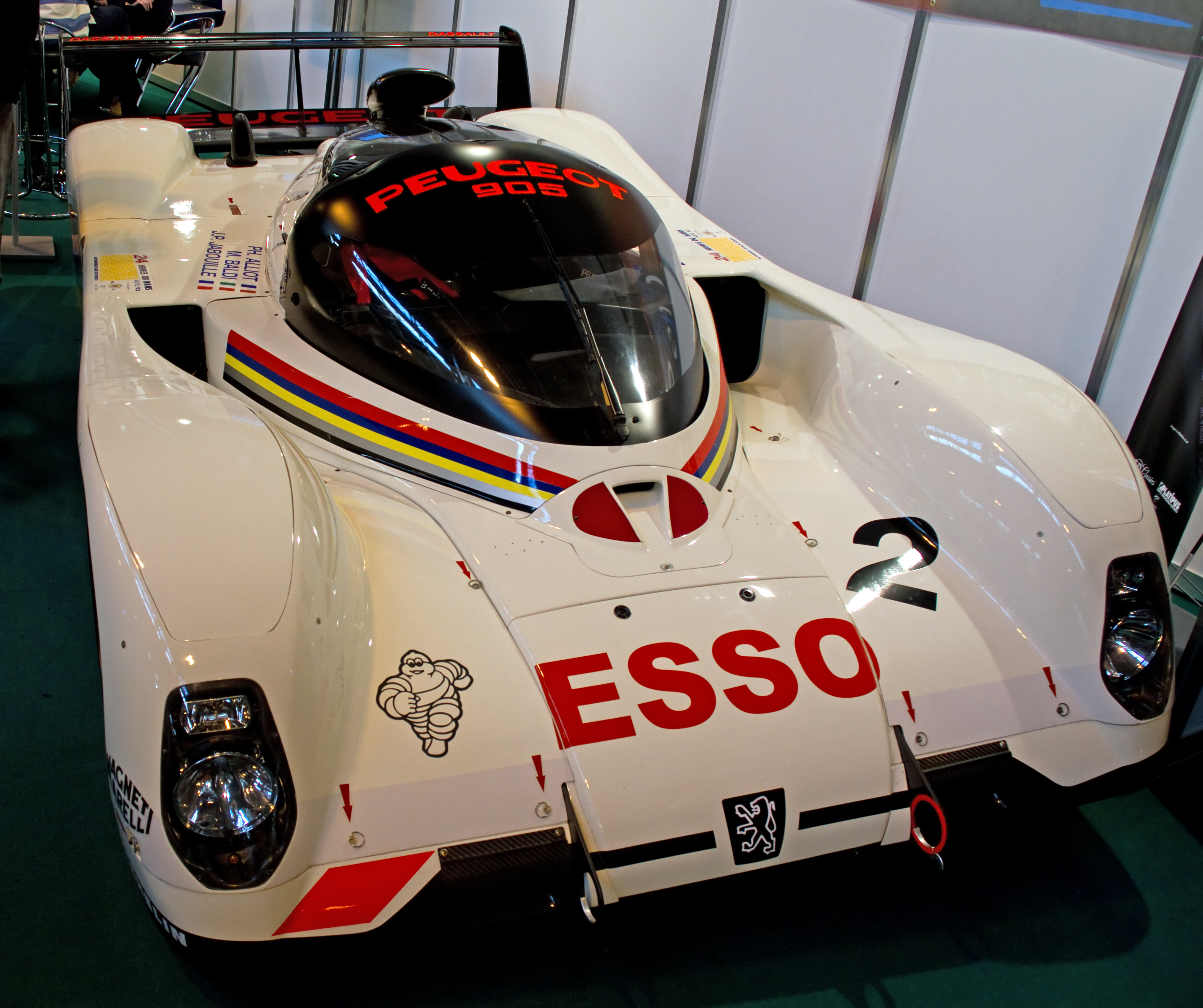
...à Suzuka en 1992, et victorieuse aux 500 kilomètres de Magny-Cours la même année, toujours avec Baldi (avec Philippe Alliot, ainsi que Jean-Pierre Jabouille les deux fois au Mans).

Mauro Baldi est un pilote de Formule 1, né le 31 janvier 1954 à Reggio d'Émilie, Italie.

## Biographie
Il gagne la coupe d'Europe Renault 5 Alpine en 1977, avant de remporter le championnat d'Europe de Formule 3 en 1981.
Après quatre saisons en F1 entre 1982 et 1985, il s'engage définitivement dans les Sport-prototypes (auxquels il a touché dès 1982, avec une septième place aux 6 Heures de Silverstone, après un premier essai à Monza). Il accomplit ainsi désormais vingt ans de saisons régulières auprès de Martini Lancia Racing (1984-1985, 1 victoire d'endurance pure), Britten-Lloyd Racing et Liqui Moly sur Porsche 962 (1986-1987, 1 victoire), Sauber-Mercedes (1988-1990, deux victoires, et dix sur 480 kilomètres), Peugeot-Talbot-Sport (1991-1993, 1 victoire, et cinq sur 430 à 500 kilomètres), Le Mans Joest Racing Porsche Team (1994, 1 victoire, au Mans après ses cinq échecs pour Sauber (2) et PSA (3)), Scandia Racing Team (en) (1995-1996, sur Ferrari 333 SP), Franz Konrad Motorsport (1997, sur Porsche 911), et Doran Racing (1998-2002, sur Ferrari 333 SP, huit victoires, et cinq sur 500 kilomètres ou 400 à 500 miles), avant une ultime année pour de petites écuries italiennes.
Il remporte ainsi quatorze victoires sur longue durée, dont sept sur les principaux circuits d'endurance (le Nürburgring étant limité à moins de 500 kilomètres de 1989 à 1991), après avoir eu l'opportunité d'intégrer le team libanais Doran/Moretti en 1998 à 44 ans (deux victoires américaines majeures à sept semaines d'intervalle dès son arrivée, à Daytona puis Sebring, obtenant du même coup l'officieuse « triple couronne » anglo-saxonne d'endurance, avec Le Mans 1994), pour sa fin de carrière :
Europe
- Circuit des 24 Heures : 24 Heures du Mans 1994, sur Porsche Dauer 962 Le Mans (avec Yannick Dalmas et Hurley Haywood, et un total de quatre podiums dans l'épreuve) ;
- Nürburgring : 1 000 kilomètres du Nürburgring 1990[3], sur Mercedes-Benz C11 (avec Jean-Louis Schlesser);
- Autodromo Nazionale di Monza (2) : 1 000 kilomètres de Monza 1990[3], sur Mercedes-Benz C11 (avec Jean-Louis Schlesser) et 2000 sur Riley & Scott Mk III - Judd (avec Gary Formato (pl)) ;
- Circuit de Spa-Francorchamps (4) : 1 000 kilomètres de Spa 1985, sur Lancia LC2-85 (avec Bob Wollek et Riccardo Patrese), 1988 puis 1989 (distance de 480 km en 1989) sur Sauber C9-Mercedes (avec Stefan Johansson puis Kenny Acheson), et 1999 (distance de 500 km), sur Ferrari 333 SP (avec Laurent Redon) ;

États-Unis
- Daytona International Speedway (2) : 24 Heures de Daytona 1998, sur Ferrari 333 SP (avec Arie Luyendyk et Giampiero Moretti) et 24 Heures de Daytona 2002, sur Dallara-Judd (avec Didier Theys, Fredy Lienhard et Max Papis) ;
- Sebring International Raceway : 12 Heures de Sebring 1998, sur Ferrari 333 SP (avec Didier Theys et Giampiero Moretti).

Autres victoires
- 1 000 kilomètres de Brands Hatch 1986, sur Porsche 956 (avec Bob Wollek) ;
- 800 kilomètres de Jerez 1988, sur Sauber C9 (avec Jean-Louis Schlesser et Jochen Mass) ;
- 480 kilomètres de Suzuka 1989 et 1990, sur Sauber C9 (avec Jean-Louis Schlesser) ;
- 480 kilomètres de Brands Hatch 1989, sur Sauber C9 (avec Kenny Acheson) ;
- 480 kilomètres de Dijon 1990, sur Sauber C9 (avec Jean-Louis Schlesser) ;
- 480 kilomètres de Donington 1990, sur Sauber C9 (avec Jean-Louis Schlesser) ;
- 480 kilomètres de Montréal 1990, sur Sauber C9 (avec Jean-Louis Schlesser) ;
- 430 kilomètres de Suzuka 1991, sur Peugeot 905 (avec Philippe Alliot) ;
- 500 kilomètres de Donington 1992, sur Peugeot 905 (avec Philippe Alliot) ;
- 500 kilomètres de Magny-Cours 1992, sur Peugeot 905 (avec Philippe Alliot) ;
- Test du Mans 1993, sur Peugeot 905 (avec Philippe Alliot) ;
- 6 Heures de Watkins Glen 1998, sur Ferrari 333 SP (avec Giampiero Moretti et Didier Theys) ;
- Test de Daytona 1999 et 2000, sur Ferrari 333 SP (avec Fredy Lienhard et Didier Theys, puis Fredy Lienhard, Didier Theys et Ross Bentley) ;
- 6 Heures de Watkins Glen 2001, sur Ferrari 333 SP (avec Didier Theys et Fredy Lienhard).

À partir de 1994, il délaisse plus souvent les courses longues pour le Grand Tourisme (notamment aux États-Unis), et il termine sa carrière prolongée en 2003 lors des 6 Heures de Vallelunga.

## Résultats en championnat du monde Sport
Comme pilote:
- Champion du monde 1990 (avec Sauber-Mercedes);
- Quatre fois 3e du Championnat, en 1988 et 1989 (avec Sauber-Mercedes), puis 1991 et 1992 (avec Peugeot-Talbot-Sport).

Équipes avec sa présence:
- Vice-championne du monde 1984: Lancia;
- Vice-championne du monde 1985: Martini Lancia;
- Vice-championne du monde 1988: Sauber Mercedes;
- Championne du monde 1989: Sauber Mercedes;
- Championne du monde 1990: Sauber Mercedes;
- Vice-championne du monde 1991: Peugeot-Talbot;
- Championne du monde 1992: Peugeot-Talbot.

## Résultats en championnat du monde de Formule 1
| Saison | Écurie                   | Châssis | Moteur                | Pneus    | GP disputés | Points inscrits | Classement |
| ------ | ------------------------ | ------- | --------------------- | -------- | ----------- | --------------- | ---------- |
| 1982   | Arrows Racing Team       | A4      | Cosworth V8           | Pirelli  | 11          | 2               | 22e        |
| 1983   | Marlboro Team Alfa Romeo | 183T    | Alfa Romeo V8 turbo   | Michelin | 15          | 3               | 16e        |
| 1984   | Spirit Racing            | 101     | Hart 4 en ligne turbo | Pirelli  | 7           | 0               | Nc.        |
| 1985   | Spirit Enterprises Ltd   | 101     | Hart 4 en ligne turbo | Pirelli  | 3           | 0               | Nc.        |

## Résultats aux 24 Heures du Mans
| Année | Voiture                   | Équipe               | Équipiers                               | Résultat    |
| ----- | ------------------------- | -------------------- | --------------------------------------- | ----------- |
| 1984  | Lancia LC2                | Martini Lancia       | Paolo Barilla / Hans Heyer              | Abandon     |
| 1985  | Lancia LC2                | Martini Lancia       | Henri Pescarolo                         | 7e          |
| 1986  | Porsche 956               | Richard Lloyd Racing | Price Cobb / Rob Dyson (en)             | 9e          |
| 1988  | Sauber C9                 | Team Sauber Mercedes | Jochen Mass / James Weaver              | Non partant |
| 1989  | Sauber C9                 | Team Sauber Mercedes | Kenny Acheson / Gianfranco Brancatelli  | 2e          |
| 1991  | Peugeot 905               | Peugeot Talbot Sport | Philippe Alliot / Jean-Pierre Jabouille | Abandon     |
| 1992  | Peugeot 905 Evo 1B        | Peugeot Talbot Sport | Philippe Alliot / Jean-Pierre Jabouille | 3e          |
| 1993  | Peugeot 905 Evo 1B        | Peugeot Talbot Sport | Philippe Alliot / Jean-Pierre Jabouille | 3e          |
| 1994  | Porsche Dauer 962 Le Mans | Joest Racing         | Yannick Dalmas / Hurley Haywood         | Vainqueur   |
| 1997  | Porsche 911 GT1           | Konrad Motorsport    | Franz Konrad / Robert Nearn (de)        | Abandon     |
| 1998  | Ferrari 333 SP            | Moretti Racing       | Giampiero Moretti / Didier Theys        | 14e         |
| 1999  | Ferrari 333 SP            | JB Racing            | Christian Pescatori / Jérôme Policand   | Abandon     |
| 2000  | Panoz LMP-1 Roadster-S    | Team Den Blå Avis    | Klaus Graf / John Nielsen               | Non classé  |